# Ullívarri-Gamboa
Ullívarri-Gamboa (en euskera y oficialmente Uribarri-Ganboa) es un concejo del municipio de Arrazua-Ubarrundia, en la provincia de Álava.

## Geografía
El concejo es conocido principalmente porque da nombre al embalse de Ullíbarri-Gamboa (o del Zadorra), cuya presa se asienta en sus inmediaciones. Dicho embalse es el más grande del País Vasco (220 hm³) y cumple una triple función: la de abastecer con agua a Álava y a Vizcaya, la de regular el caudal del río Zadorra y la de servir como área de recreo y esparcimiento, siendo uno de los lugares más frecuentados en verano. La presa del pantano (de gravedad) está situada entre este concejo y el de Arroyabe.

## Despoblados
Forma parte del concejo los despoblados de:
- Galzarra.[1]
- Lehete.[2]

## Etimología
Ullívarri-Gamboa quiere decir Villa o pueblo nuevo de Gamboa en lengua vasca; siendo Gamboa el nombre del arciprestazgo al que pertenecía esta población y el de una hermandad vecina, a la que, sin embargo, el concejo no pertenecía, ya que estaba integrada en la hermandad de Ubarrundia.

## Historia
Hacia mediados del siglo XIX, el lugar, por entonces perteneciente al ayuntamiento de Ubarrundia, tenía contabilizada una población de 214 habitantes. Aparece descrito en el decimoquinto volumen del Diccionario geográfico-estadístico-histórico de España y sus posesiones de Ultramar de Pascual Madoz con las siguientes palabras:

ULLIBARRI GAMBOA: l. del ayunt. de Ubarrundia, en la prov. de Alava, part. jud. de Vitoria (2 leg.), aud. terr. de Búrgos (23), c. g. de las Provincias Vascongadas, dióc. de Calahorra (19): sit. en una colina rodeada por N. de las montañas de Arlaban; clima frio; reina el viento N., y se padecen constipados. Tiene 45 casas; escuela para ambos sexos; igl. parr. (San Andrés Apóstol) servida por un beneficiado de entera y otro de media racion, y 1 ermita (Sta. Marina). El térm. confina N. montes de Arlaban; E. Landa; S. Arroyabe, y O. Urbina: comprendiendo dentro de su circunferencia los montes Gastelua y Pagola, poblados de arbolado. El terreno es arcilloso; le atraviesa de N. á S. y deja el pueblo á su der., el r. Zadorra, con un hermoso puente de piedra, por donde pasa la carretera de Madrid á Francia, que está en buen estado: el correo se recibe de Vitoria diariamente. prod.: todo género de cereales, especialmente trigo, cebada y maiz; cria de toda especie de ganado, y con preferencia caballar y vacuno; caza de perdices, codornices, tordas y liebres; pesca de anguilas, truchas, barbos y cangrejos. ind.: ademas de la agricultura y ganaderia, hay un molino harinero. pobl.: 35 vec., 214 alm. contr.. con su ayunt. (V.).
(Madoz, 1849, p. 213)

La construcción del embalse a partir de 1947 y durante la década de 1950 cambió totalmente la vida y fisonomía del pueblo, ya que, aunque el casco del pueblo (con la iglesia) y buena parte de las casas se salvaron por poco de las aguas quedando a orillas del embalse, la mayor parte de las tierras de cultivo quedaron anegadas, debiendo reorientarse sus habitantes principalmente a las actividades ganaderas o viéndose obligados a emigrar a la ciudad de Vitoria.
En la actualidad, pertenece al municipio de Arrazua-Ubarrundia. En 2022, la entidad singular de población tenía empadronados 74 habitantes y el núcleo de población, 61.

## Demografía
| Gráfica de evolución demográfica de Ullívarri Gamboa entre 2000 y 2017 |
|                                                                        |
| Población de derecho según los censos de población del INE.            |

## Economía
La posición de Ullívarri al borde mismo del embalse ha dotado al pueblo de una especial belleza paisajística que atrae visitantes y que ha motivado también la construcción de algunas segundas viviendas en el pueblo. Como ejemplo más destacado de las actividades relacionadas con el pantano está que en Ullívarri-Gamboa se encuentran las instalaciones y el embarcadero del Club Náutico de Vitoria. Dicho club se halla a 15 minutos de Vitoria y fomenta primordialmente la actividad de la vela y el Windsurf,  actividades plenamente ecológicas con el entorno del embalse.

## Patrimonio
Hay en el concejo una iglesia de San Andrés.